# Errol Nolan
Errol Nolan (Jamaica, 18 de agosto de 1991) es un atleta jamaicano especializado en la prueba de 4x400 m, en la que consiguió ser medallista de bronce mundial en pista cubierta en 2014.

## Carrera deportiva
En el Campeonato Mundial de Atletismo en Pista Cubierta de 2014 ganó la medalla de bronce en los relevos de 4x400 metros, llegando a meta en un tiempo de 3:03.69 segundos que fue récord nacional, tras Estados Unidos (oro) y Reino Unido (plata).